# Arisaema
 Arisaema é um género botânico da família das aráceas. Também conhecida como lírio-de-cobra.
É um gênero de aproximadamente 150 espécies, nativas da África oriental e Central, Ásia e região oriental da América do Norte.
Uma espécie bastante conhecida na América do Norte é a  Arisaema triphyllum.

## Espécies
| - Arisaema ambiguum - Arisaema amurense - Arisaema atrorubens - Arisaema cochinchinense - Arisaema concinnum - Arisaema consanguineum - Arisaema cummingii - Arisaema dracontium - Arisaema elephas - Arisaema fargesii - Arisaema fimbriatum - Arisaema formosanum - Arisaema griffithii - Arisaema hachijoense - Arisaema heterophyllum - Arisaema hookeri | - Arisaema japonicum - Arisaema macrospathum - Arisaema nepenthoides - Arisaema peninsulae - Arisaema polyphyllum - Arisaema propinquum - Arisaema ringens - Arisaema robustum - Arisaema serratum - Arisaema sikokianum - Arisaema speciosum - Arisaema stewardsonii - Arisaema tortuosum - Arisaema tosaense - Arisaema triphyllum - Arisaema wallichianum |